# 邻苯二甲酸二正庚酯
鄰苯二甲酸二正庚酯（Di-n-heptyl phthalate，缩写为），又称鄰苯二甲酸二庚酯、邻苯二甲酸双庚酯，化學式C6H4(CO2C7H15)2，为邻苯二甲酸与正庚醇生成的邻苯二甲酸酯类化合物。它可由邻苯二甲酸酐和庚醇反应得到。鄰苯二甲酸二正庚酯常温常压下为油状液体，带有淡黄色，常用于乙烯基酯的塑化劑。